# Marijn van den Berg
Marijn van den Berg (De Meern, Utrecht, 19 de julho de 1999) é um ciclista neerlandês que compete com a equipa EF Education-EasyPost. O seu irmão Lars também é ciclista profissional.

## Palmarés
- 2018
  - 1 etapa do Tour de Olympia

- 2019
  - Carpathian Couriers Race, mais 1 etapa

- 2021
  - Grande Prêmio Adria Mobil
  - 1 etapa do Alpes Isère Tour
  - Orlen Nations Grand Prix, mais 2 etapas
  - 2 etapas do Tour de l'Avenir

## Equipas
- Delta Cycling Rotterdam (2018)
- Metec-TKH Continental Cyclingteam p/b Mantel (2019-2020)
- Groupama-FDJ Continental (2021)
- EF Education-EasyPost[1] (2022-)